# Антоний (Васильев)
Епи́скоп Анто́ний (в миру Андрей Александрович Васильев; 13 (25) августа 1869, Могилёв — 18 декабря 1953, Одесса) — епископ Русской православной церкви, епископ Сан-Францисский и Калифорнийский.

## Биография
Родился 13 августа 1869 года в Могилёве. После окончания городской школы отдан в техническое училище, которое окончил в 1886 году. В том же году принят в Могилёвский округ путей сообщения, где работал в разных должностях.
В 1914 году, находясь на гражданской службе, окончил Московский археологический институт, защитив диссертацию по русскому церковному искусству.
В 1920 году эмигрировал вместе с семьёй, в Болгарию, впоследствии переехал во Францию, где в 1935 году умерла его жена.
В 1936 году выехал в Канаду, где принял монашество, а вскоре и священный сан в Северо-Американской митрополии.
В 1936—1937 годах служил на приходе в городе Торонто, провинция Онтарио. С 1938 по 1940 год — настоятель Свято-Воскресенской церкви в города Ванкувер (провинция Британская Колумбия, Канада). Служил на приходе святого Иоанна Богослова в городе Виндзор, провинция Онтарио. Возведён в сан игумена.
3 декабря 1941 года митрополитом всей Америки и Канады Феофилом (Пашковским) назначен настоятелем преображенского прихода в городе Стюбенвилл, штат Огайо, однако город Винздор покинул не сразу, так как долго решался вопрос о получении американской визы.
В июле 1944 года воссоединился с Русской православной церковью.
В октябре 1947 года во время пребывания митрополита Ленинградского Григория (Чукова) в Северной Америке вёл переговоры с митрополитом Феофилом (Пашковским).
5 ноября 1947 года согласно указу Патриарха Алексия I хиротонисан во епископа Монреальского и Канадского. В том же году переведён на Сан-Францисскую и Калифорнийскую епархию.
Согласно отзыву посетившего США Льва Парийского: «Высокого роста, крепкий, с черными волосами, интеллигентный архиерей. Вся беда в том, что он вблизи ничего не видит, а вдаль видит удовлетворительно. Службы он действительно не знает и богословски малосведущий».
Имея желание вернуться на Родину, ходатайствовал о переезде в СССР; ходатайство было удовлетворено.
4 июня 1952 года прибыл в Москву, был принят Патриархом Алексием. 24 июня 1952 года почислен на покой.
Первое время служил в московских храмах. 18 июля, в день памяти преподобного Сергия, посетил Троице-Сергиеву лавру.
Вскоре переехал на жительство в Одессу в Успенский монастырь, где мирно проводил дни своей жизни: молился, читал, посещал одесские храмы и духовную семинарию, где любил беседовать с наставниками и питомцами.
Скончался 18 декабря 1953 года в Одессе. Божественную литургию и чин отпевания совершал в соборном храме обители архиепископ Одесский и Херсонский Никон в сослужении местного духовенства. Погребение почившего епископа Антония состоялось 20 декабря на кладбище Свято-Успенского монастыря. Во всех храмах Одессы было установлено сорокадневное поминовение почившего архипастыря.